# سرگین‌غلتان
بدون شک، حشرات خانواده Scarabaeidae یکی از ارقام شگفت‌انگیز و جذاب طبیعت هستند که با ویژگی‌ها و رفتارهای متنوع خود، هر بیننده‌ای را به شگفت زده می‌کنند. در ادامه، می‌خواهم این جذابیت طبیعی را در مقاله بیان کنم و با استفاده از تصاویر زیبا و زبانی شیوا و شگفت‌آور، خواننده را به خود جلب کنم:

#### جادوی زیبایی و تنوع در طبیعت
در میان مراکزی که زیبایی طبیعت را به شکلی فراگیر به تصویر می‌کشند، حضور حشرات خانواده Scarabaeidae به عنوان یکی از ظواهر جذاب و دلنشین این عرصه، بی‌گمان توجه هر بیننده‌ای را به خود جلب می‌کند. با بیش از ۳۰,۰۰۰ گونه مختلف، این خانواده حشرات به عنوان یکی از متنوع‌ترین و زیباترین ارقام دنیای حشرات شناخته می‌شوند.

#### تنوع رنگ و زیبایی طبیعت:
از رنگ‌های زیبای رز، طلایی و سبز گرفته تا الگوهای خیره‌کننده و طرح‌های هنری، حشرات این خانواده یک طیف رنگی گسترده و بی‌نظیر را در طبیعت به ارمغان می‌آورند. الگوها و طرح‌هایی که بر بدن این حشرات ظاهر می‌شوند، هر کدام داستانی خاص و جذاب از زندگی و تکامل در طبیعت را با خود به همراه دارند.

#### رفتارهای شگفت‌انگیز:
از جمله جالب‌ترین ویژگی‌های این حشرات، رفتارهای متنوع و جذاب آن‌هاست. از تغذیه‌های منحصر به فرد و نحوه تولید مثل تا عملکردهای اجتماعی و تعاملاتی، حشرات خانواده Scarabaeidae همواره برای محققان و مشاهده‌گران علم زیست‌شناسی یک دستاورد بی‌نظیر و موضوعی دلچسب ارائه می‌دهند.

#### نقش اکوسیستمی:
از منظر اکوسیستمی، حشرات این خانواده یک نقش بسیار مهم و ضروری در حفظ تعادل زیستی دارند. از تجزیه و تحلیل مواد آلی در خاک تا تغذیه گیاهان از طریق ایجاد کود طبیعی، این حشرات بخشی ب
ی‌جدال از چرخه زندگی در اکوسیستم‌های طبیعی را تشکیل می‌دهند.

#### آفات یا جواهرات طبیعت؟
اگر چه برخی از اعضای خانواده Scarabaeidae به عنوان آفات در باغ‌ها و مزارع شناخته شده‌اند، اما نگاهی نزدیک‌تر به زیبایی و اهمیت این حشرات می‌تواند نگرانی‌ها را به حیرت و تحسین تبدیل کند. آن‌ها به واقع جواهراتی هستند که در تابناکی و زیبایی طبیعت درخشانند و باید با احترام و مراقبت به آن‌ها نگاه شود.

#### مطالعات موردی:
یکی از مطالعات موردی جالب در مورد حشرات خانواده Scarabaeidae، مطالعه‌ی رفتار جالب "خنده‌آسا" موجودات این خانواده است. برخی از گونه‌ها از این تکنیک برای انجام فرایند‌های زندگی‌شان مانند گشت و گذار، جذب جفت‌گیری، و حتی به عنوان یک راهبرد دفاعی استفاده می‌کنند. مطالعات نشان داده است که این رفتار، علاوه بر جذابیتش برای محققان، تأثیر چشمگیری در تعاملات اجتماعی و برخورد با محیط و دشمنان در طبیعت دارد.

#### تأثیر تغییرات زیست‌محیطی:
تغییرات زیست‌محیطی مانند کاهش مساحت‌های طبیعی، آلودگی هوا و آب، و تخریب محیط زیست بر تعداد و تنوع حشرات خانواده Scarabaeidae تأثیرگذار است. این حشرات به عنوان نشانگان اصلی تغییرات زیست‌محیطی به شمار می‌روند و می‌توانند به عنوان نشانگرهای مهم برای ارزیابی سلامت محیط زیست مورد استفاده قرار گیرند. لذا، حفظ و حمایت از این حشرات از اهمیت بسیاری برخوردار است.

#### تکنولوژی و استفاده از داده‌های دیجیتال:
استفاده از تکنولوژی و داده‌های دیجیتال، به ویژه شبکه‌های عصبی مصنوعی، می‌تواند به محققان در تحلیل الگوهای رفتاری و جمع‌آوری داده‌های دقیق از این حشرات کمک کند. این روش‌ها می‌توانند به بهبود فهم ما از زندگی و تعاملات این حشرات و همچنین برای اتخاذ تدابیر حفاظتی بیشتر در مقابل تهدیدات زیست‌محیطی کمک کنند.

#### مسائل محیط‌زیستی و حفاظت از آنها:
با توجه به حساسیت بالای حشرات خانواده Scarabaeidae نسبت به تغییرات محیط زیستی، اقداماتی برای حفظ و حمایت از محیط زیست و زیستگاه‌های آنها اساسی است. این اقدامات شامل حفظ و گسترش مساحت‌های طبیعی، کاهش آلودگی هوا و آب، و مدیریت بهینه منابع طبیعی می‌شود.

#### تأثیرات فرهنگی و هنری:
حشرات خانواده Scarabaeidae در هنر، ادبیات و فرهنگ مختلف تأثیرات بسیاری دارند. از استفاده از تصاویر و نمادهای آنها در هنرهای تجسمی گرفته تا نقش آنها در اساطیر و افسانه‌های مختلف، این حشرات جزئی اساسی از فرهنگ بشری به شمار می‌آیند و تأثیراتی عمیق بر ذهنیت و هنر انسان‌ها دارند.

#### نتیجه‌گیری:
به طور کلی، حشرات خانواده Scarabaeidae با زیبایی، تنوع، و اهمیتشان در زیستگاه‌های طبیعی یک نمونه شگفت‌انگیز از تنوع زیستی و جذابیت طبیعت می‌باشند. نگاهی دقیق‌تر و آگاهی بیشتر از این ارقام شگفت‌انگیز، می‌تواند به ما کمک کند تا زیبایی و ارزش زیستگاه‌های طبیعی را به شکل کامل‌تری فهمیم و در مسیر حفظ و محافظت از آن‌ها قدم‌های موثری برداریم.